# Rinzia
Rinzia es un género de plantas perteneciente a la familia Myrtaceae. Originario  del sudoeste de  Australia. 

## Taxonomía
El género fue descrito por Johannes Conrad Schauer y publicado en Linnaea 17: 239. 1843.

## Especies
- Rinzia affinis Trudgen, Nuytsia 5: 431 (1986).
- Rinzia carnosa (S.Moore) Trudgen, Nuytsia 5: 426 (1986).
- Rinzia communis Trudgen, Nuytsia 5: 435 (1986).
- Rinzia crassifolia Turcz., Bull. Cl. Phys.-Math. Acad. Imp. Sci. Saint-Pétersbourg 10: 3331 (1852).
- Rinzia dimorphandra (F.Muell. ex Benth.) Trudgen, Nuytsia 5: 430 (1986).
- Rinzia fumana Schauer, Linnaea 17: 239 (1843).
- Rinzia longifolia Turcz., Bull. Cl. Phys.-Math. Acad. Imp. Sci. Saint-Pétersbourg 10: 331 (1852).
- Rinzia morrisonii Trudgen, Nuytsia 5: 423 (1986).
- Rinzia oxycoccoides Turcz., Bull. Cl. Phys.-Math. Acad. Imp. Sci. Saint-Pétersbourg 10: 331 (1852).
- Rinzia rubra Trudgen, Nuytsia 5: 427 (1986).
- Rinzia schollerifolia (Lehm.) Trudgen, Nuytsia 5: 422 (1986).
- Rinzia sessilis Trudgen, Nuytsia 5: 436 (1986).[2]